# Dédovsk
Dédovsk - Дедовск (rus) - és una ciutat de l'óblast de Moscou, a Rússia.

## Història
La primera menció a Dédovsk es remunta al 1573, quan el poble es deia Dédovo, que es desenvolupà al llarg del segle xviii. El 1913 s'hi construí una fàbrica tèxtil, i donà lloc al poblet de Dédovski, que va engolir la població de Dédovo. El 1925 Dédovski aconseguí l'estatus de vila urbana i el 1940 el de ciutat, quan prengué el nom definitiu de Dédovsk.